# Synoeca
Synoeca es un género de avispas sociales en la subfamilia Polistinae de la familia Vespidae. Comúnmente son conocidos como avispas armadillo, avispas guerreras, marimbondo-tatu o avispas cubo.

## Distribución
Este género está en la región Neotropical de las Américas. Aunque S. septentrionalis está en México, la mayoría de las especies sólo están en Sudamérica.

## Especies
- Synoeca cyanea Fabricius, 1775
- Synoeca chalibea de Saussure, 1852 (a menudo mal escrito como «chalybea»)
- Synoeca ilheensis Lopes & Menezes, 2017[3]
- Synoeca septentrionalis Richards 1978
- Synoeca surinama Linnaeus 1767
- Synoeca virginea Fabricius, 1804